# Piotr Yi Myŏng-sŏ
Piotr Yi Myŏng-sŏ (kor. 이명서 베드로) (ur. 1820 w prowincji Chungcheong w Korei; zm. 13 grudnia 1866 w Jeonju w Korei) – koreański męczennik, święty Kościoła katolickiego.
Urodził się w prowincji Chungcheong w bardzo religijnej rodzinie katolickiej. Miał żonę i kilkoro dzieci.
Podczas prześladowań antykatolickich w Korei został aresztowany na początku grudnia 1866 roku i trafił do więzienia. Tam bezskutecznie groźbami i torturami próbowano go zmusić do wyrzeczenia się wiary. Został ścięty 13 grudnia 1866 roku razem z 5 innymi katolikami (Piotrem Cho Hwa-sŏ, Piotrem Son Sŏn-ji, Bartłomiejem Chŏng Mun-ho, Józefem Han Wŏn-sŏ i Piotrem Chŏng Wŏn-ji).
Wspominany jest w dzienną rocznicę śmierci oraz 20 września w grupie 103 męczenników koreańskich.
Beatyfikowany 6 października 1968 r. przez Pawła VI, kanonizowany 6 maja 1984 r. w Seulu przez Jana Pawła II w grupie 103 męczenników koreańskich.